# Die Großmutter (Němcová)

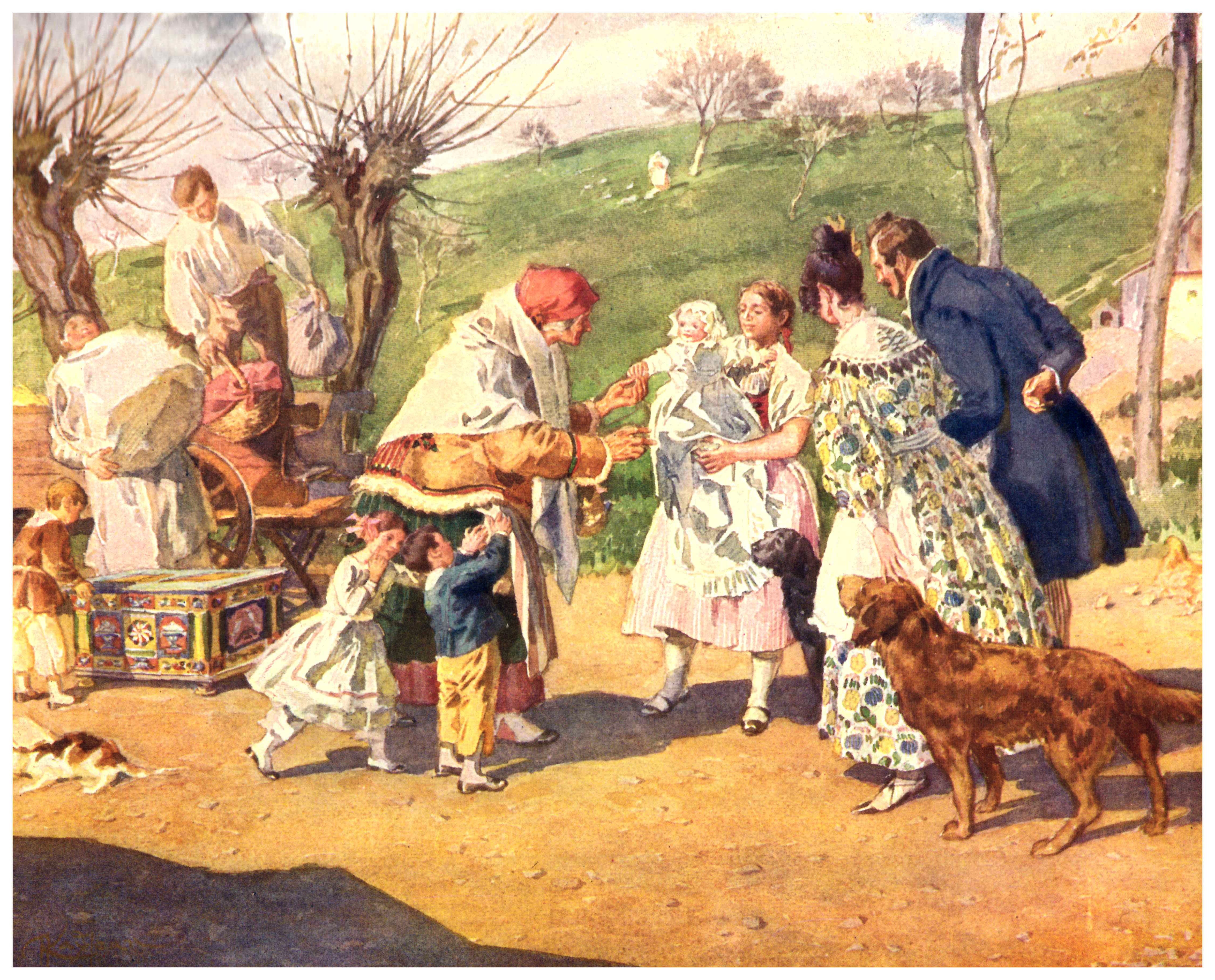
Die Ankunft der Großmutter, Illustration von Adolf Kašpar, Ausgabe aus dem Jahr 1924

Die Großmutter (tschechisch Babička) ist ein Roman von Božena Němcová aus dem Jahr 1855. Das Werk ist der meistverkaufte Klassiker der tschechischen Literatur.

## Handlung
Zu Beginn kommt die Großmutter auf einen böhmischen Landsitz, um ihrer Tochter, einer Bediensteten der Fürstin Zaháňská, bei der Betreuung der Kinder und der Hausarbeit zu helfen. Bald ist die Alte weithin für ihre Gutmütigkeit und Weisheit bekannt. Die Großmutter erzieht ihre Enkel Barunka, Vilém, Jan und Adélka, beantwortet ihre Fragen und erzählt ihnen Geschichten, unter anderem von ihrem Zusammentreffen mit Kaiser Joseph II. Vom früheren Leben der Protagonistin erfährt man nur andeutungsweise.
Die Kontrastfigur zur Lichtgestalt der Großmutter ist die stumme, im Wald lebende Viktorka, die an einem Wehr ihr totes Kind besingt. Die Großmutter mahnt die Kinder, Respekt vor dem Schicksal der wahnsinnigen Frau zu haben. Viktorka wird eines Tages vom Blitz erschlagen.
Die Erzählung endet mit dem Tod und dem Begräbnis der Großmutter.
Für den Schauplatz und die Personen des Romans griff die Autorin auf reale Vorbilder zurück. Němcová war Tochter eines Dienstmädchens und verbrachte ihre Jugend bei ihrer Großmutter auf Schloss Ratibořice. In die Figur der Fürstin hat Němcová Züge der Herzogin Wilhelmine von Sagan eingearbeitet. Vorlage für Viktorka war die 1868 gestorbene Viktorka Židová, für die in Červený Kostelec ein symbolisches Grab errichtet wurde.

## Wirkung

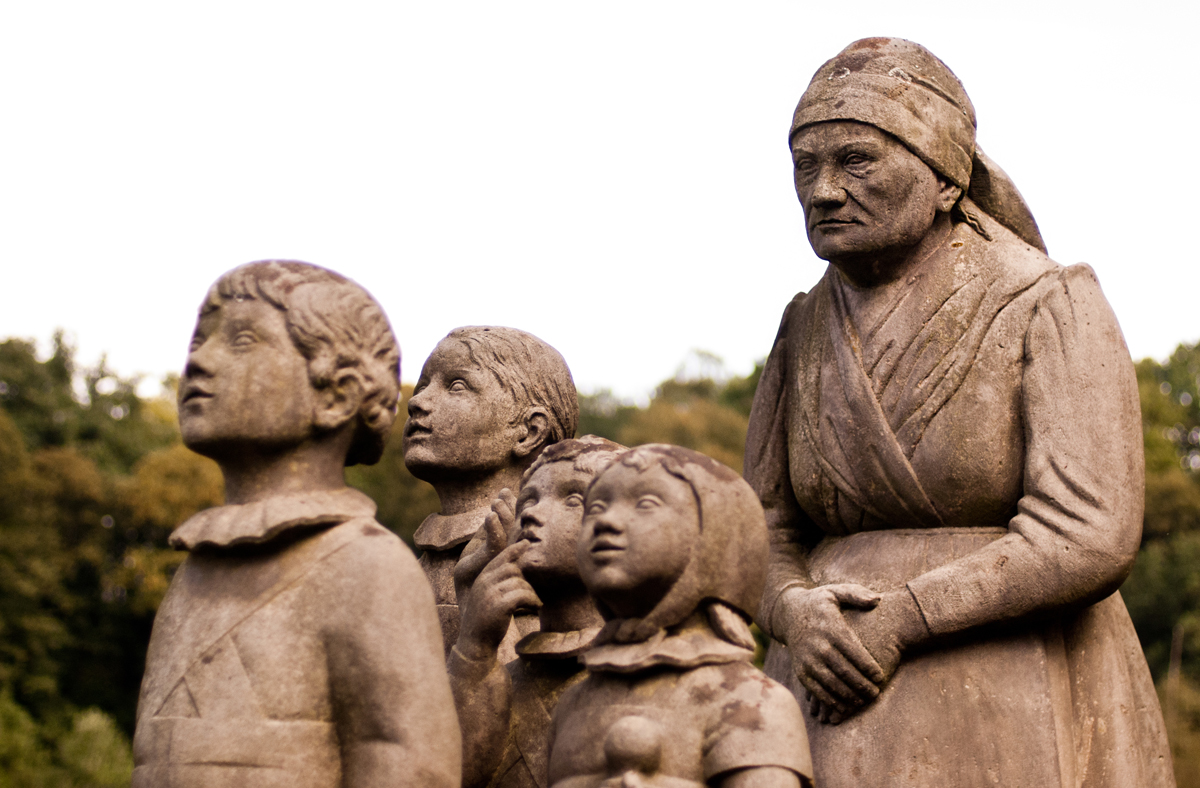
Denkmal im „Großmuttertal“ von Otto Gutfreund

Die Babička wurde bisher über 350 Mal in tschechischer Sprache aufgelegt und in etwa 40 Sprachen übersetzt. Die erste Übertragung ins Deutsche nahm Jan Ohéral bereits im Jahr 1858 vor. Es folgten unter anderem die Übersetzungen von Antonín Smital (1885), Kamil Eben (1924), Hanna und Peter Demetz (1959), Günther Jarosch (1962) und Josef Mühlberger (1981). Filip Rězak übersetzte das Werk zum ersten Mal ins Obersorbische, Jan Urban Jarník 1885 ins Rumänische und Rudolf Jan Slabý ins Katalanische und Spanische.
Die erste Verfilmung von Thea Červenková stammt aus dem Jahr 1921. František Čáp verfilmte das Werk 1940, Antonín Moskalyk im Jahr 1971, mit Libuše Šafránková in der Rolle der Barunka.
Jaroslav Seifert verfasste über die Figur der Viktorka das Gedicht Píseň o Viktorce (1950).
Das Naturdenkmal Babiččino údolí („Großmuttertal“) rund um Schloss Ratibořice ist seit 1952 nach dem Roman benannt.

## Aktuelle Ausgaben
- Die Großmutter (Babička), mit Illustrationen von Karel Hruška (Übersetzt nach der ursprünglichen Ausgabe aus dem Jahre 1855 mit den Berichtigungen der B. Němcová in der Ausgabe des Jahres 1862 von Kamill Eben), Vitalis, Mitterfels 2009, ISBN 978-3-89919-095-3.
- Großmutter. Bilder aus dem ländlichen Leben (Übersetzt von Josef Mühlberger). dtv 13453, München 2006, ISBN 978-3-423-13453-8 (mit einem Nachwort zu Leben und Wirken der Autorin sowie Anmerkungen zum Film Durch diese Nacht sehe ich keinen einzigen Stern).